# Екологічна економіка
Екологічна економіка — трансдисциплінарна галузь знань, що з'явилася на початку 1990-х років і вивчає взаємозв'язки між екосистемами та економічними системами в найширшому їх поданні.

## Сфери інтересів
Екологічна економіка є свого роду синтезом традиційної неокласичної і ресурсної економіки в поєднанні з аналізом впливу господарської діяльності на довкілля (ОВНС), з одного боку, і економіки природокористування з ОВНС та традиційної екологією, з іншого. 
Люди-споживачі розглядаються як один з важливих компонентів цілісної економіко-екологічної системи, а не як домінуюча і центральна сила. Споживання піддається не тільки грошовим бюджетним обмеженням як у традиційній неокейнсіанській економіці, але також і природним обмеженням і дії фізичних законів. У центрі екологічної економіки перебуває стійке управління економіко-екологічної системою, а часові рамки розглядаються звичайно ширше, ніж в традиційній економіці. 
Мета екологічної економіки полягає у пошуку найкращих шляхів проживання на нашій планеті та формування «економного суспільства», заснованого на визначенні ощадливості через економічну ефективність і досягнення екологічно прийнятного економічного розвитку. В основі екологічної економіки лежать три концепції: пропускна / переробна спроможність еколого-економічних систем, несуча здатність / ємність екосистем та ентропія. Вважається, що сучасна економіка і виживання людей залежать від пропускної / переробної спроможності екосистем. Друга концепція — несуча здатність, або екоємність. При стійких умовах екосистемна несуча здатність (ємність) може бути з достатньою точністю змодельована. Однак для екосистем з людьми реальна несуча здатність залежить від структури споживання і стилю життя населення і змінюється залежно від географічного положення й тимчасових інтервалів. Тому важко оцінити кількість населення, яке може проживати на нашій планеті. Що стосується ентропії, витрати будь-якого біологічного чи економічного господарства завжди більше вартості виробленої продукції. Незалежно від ефективності виробничих процесів з точки зору мінімізації зовнішніх ефектів або скорочення відходів, виробництва завжди сприятимуть триваючому зростання ентропії у Всесвіті. Тому економічна діяльність повинна прагнути забезпечувати необхідний рівень товарів для суспільства і мінімізувати зростання ентропії.
На відміну від традиційних економічних вчень провідні екологи-економісти наполягають на тому, що глобальна економіка вже споживає в перерахунку на одного жителя планети в чотири рази більше природних ресурсів, ніж це допустимо з точки зору сталого балансу їх споживання та відтворення. Некерований ринок призводить до вкрай несправедливого розподілу в суспільстві результатів праці. Конкурентна боротьба за ресурси ведеться без урахування наслідків виснаження невідновлюваних видів ресурсів.

## Сучасний стан
Нова екологічна економіка постулює кінцевий обсяг ресурсів, які здатна поставити людям природна екосистема. З обмеженості ресурсів випливає необхідність справедливого розподілу результатів праці для збереження стійких суспільних відносин. Нарешті, визнається необхідність переходу від стихійного ринкового доступу до ресурсів до керованого і раціонального балансу їх споживання та відтворення.

## Стан екологічної економіки в Україні
За період незалежності в Україні зроблені певні кроки щодо законодавчого, економічного, інституціонального, наукового забезпечення екологічної політики. Створено законодавчу базу у сфері охорони довкілля та раціонального природокористування, сформовано систему органів державного управління екологічною безпекою, запроваджено економічний механізм регулювання стану довкілля та використання природних ресурсів, відпрацьовано схему фінансування природоохоронної діяльності, розширюється та поглиблюється міжнародне співробітництво у сфері охорони природи.
Екологічну ситуацію в Україні на сьогоднішній день можна охарактеризувати як кризову, що формувалася протягом тривалого періоду через нехтування об'єктивними законами розвитку і відтворення природно-ресурсного комплексу України.

## Ресурси Інтернету
- Економічна цінність природи  [Архівовано 27 вересня 2013 у Wayback Machine.]
- Еколого-економічний словник  [Архівовано 27 червня 2013 у Wayback Machine.]
- Концепция общей экономической ценности природных благ  [Архівовано 26 березня 2014 у Wayback Machine.]
- Традиционные и косвенные методы оценки природных ресурсов